# Carl Rumpff

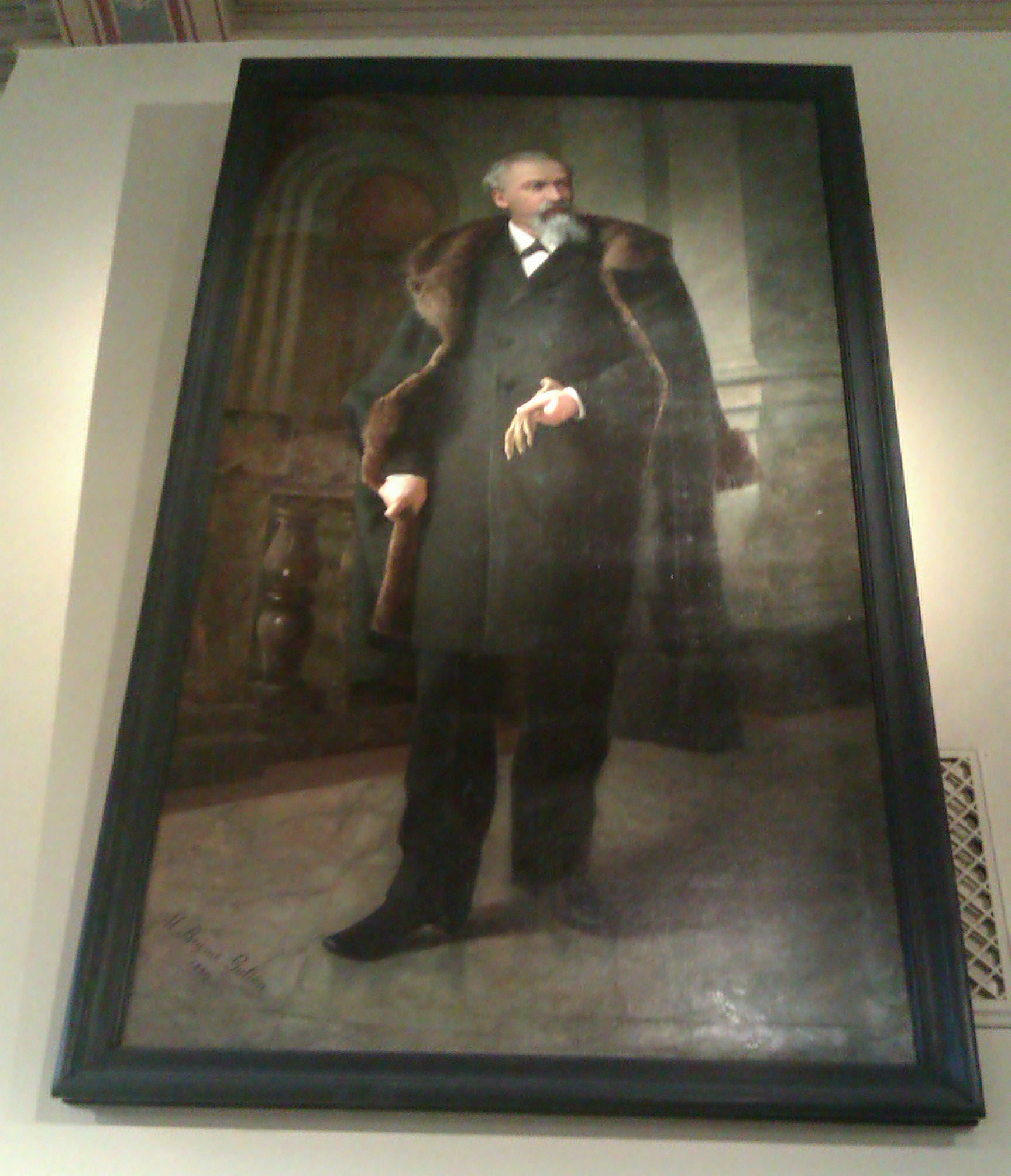
Marie Beyme-Golien: Porträt Carl Rumpf in Pelzmantel, Gehrock und Clacehandschuhe

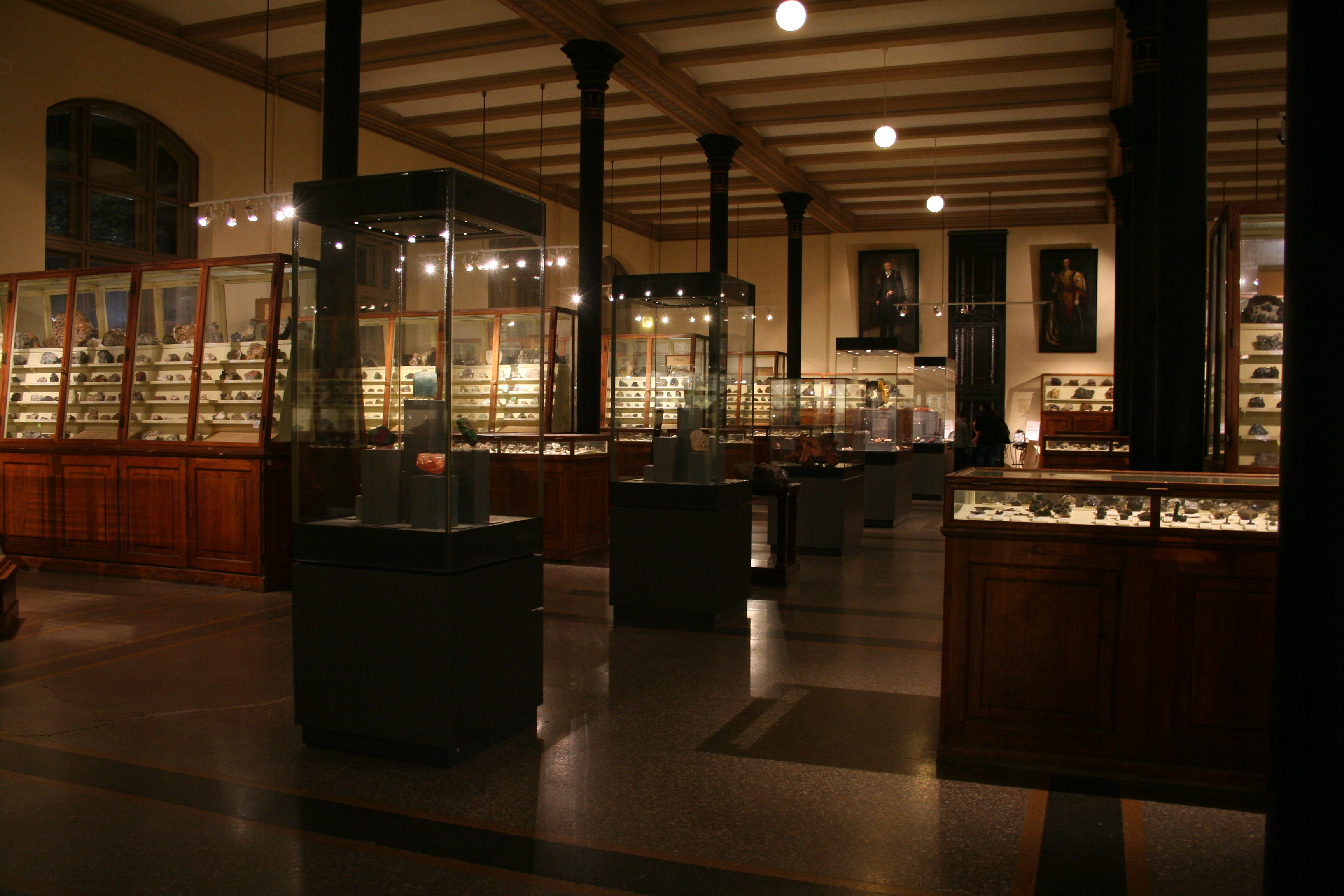
Der Mineraliensaal des Museums für Naturkunde in Berlin mit den Porträts von Carl Rumpff (links) und Stefan Franz Viktor von Österreich (rechts) im Hintergrund.

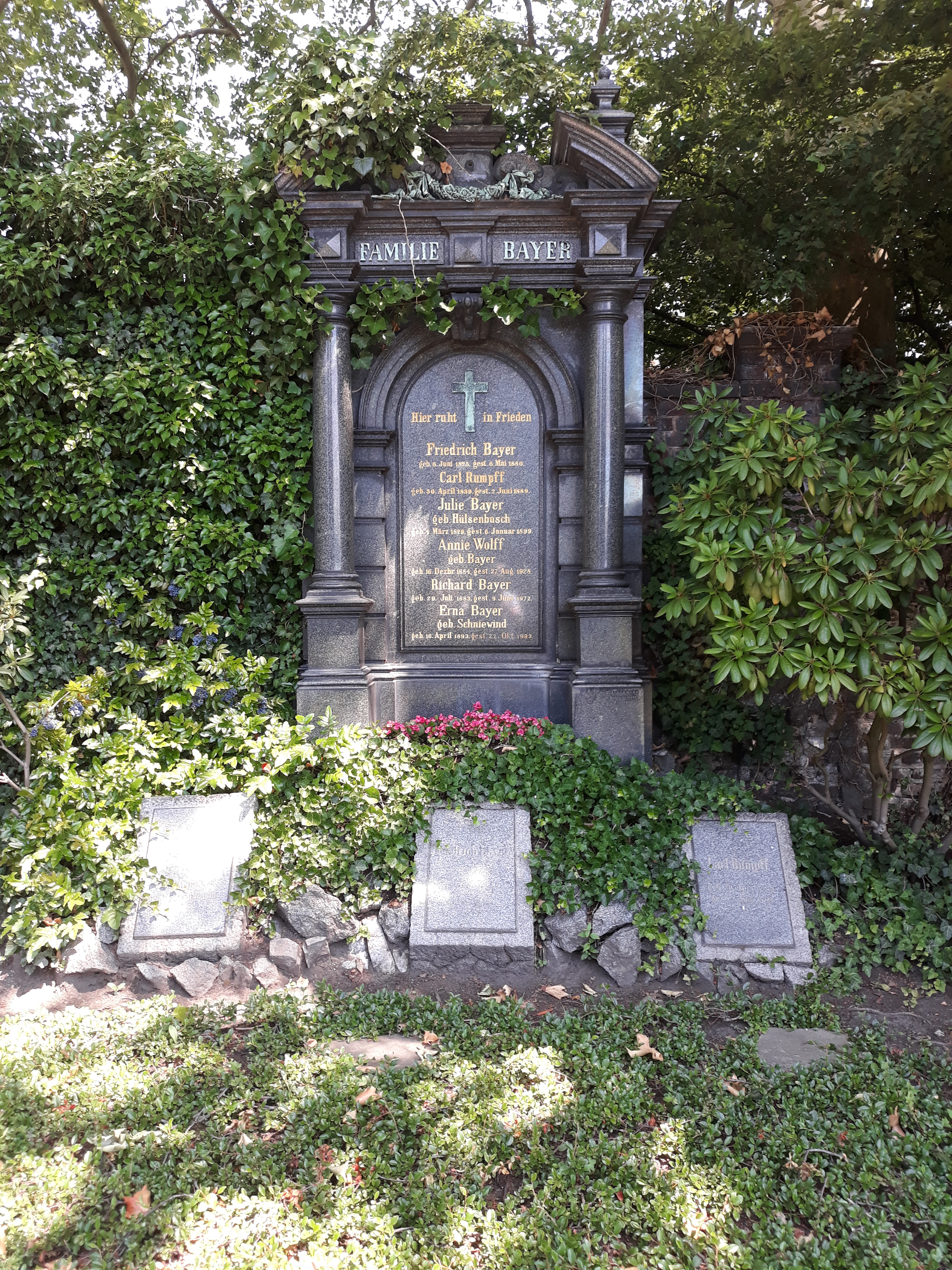
Das Grab von Carl Rumpff im Familiengrab seiner Schwiegereltern Friedrich und Julie Bayer auf dem Lutherischen Friedhof Hochstraße in Wuppertal-Elberfeld.

Carl Heinrich Christian Ludwig Rumpff (* 30. April 1839 in Pyrmont; † 2. Juni 1889 in Berlin oder im heutigen Wülfrath nahe der Stadtgrenze zu Wuppertal auf Schloss Aprath), in der Literatur auch Karl Rumpff, war von 1872 bis zu seinem Tod Teilhaber der Farbenfabriken Friedrich Bayer & Co. (heute Bayer AG), ab 1881 erster Aufsichtsratsvorsitzender und ein Berliner Mäzen. Er heiratete 1871 Friedrich Bayers älteste Tochter Clara Bayer.

## Leben
In der Mineraliensammlung des Museums für Naturkunde in Berlin befinden sich ein Porträt von Carl Rumpff, gemalt von Marie Beyme-Golien, sowie eine Gedenktafel. Carl Rumpff hatte dem Mineralogischen Museum der Berliner Universität testamentarisch seine umfangreiche Mineralien-Sammlung vermacht. Er war selbst begeisterter Mineraliensammler und erwarb in den 1860er Jahren die sehr große Sammlung von Erzherzog Stephan Victor von Österreich bzw. dem Haus Oldenburg als dessen Erben da der Verkauf in das Ausland drohte. In Leverkusen ist die Carl-Rumpff-Straße nach ihm benannt.